# آقچه‌قوچه
آقچه‌کوچه (به ترکی استانبولی: Akçakoca) شهری است در کشور ترکیه که در استان دوزچه واقع شده‌است. جمعیت این شهر بر اساس سرشماری سال ۲۰۰۸ میلادی ۲۲٬۵۲۲ نفر و بر اساس برآوردهای سال ۲۰۰۹ میلادی ۲۲٬۶۲۸ نفر می‌باشد.